# Paardenmasker

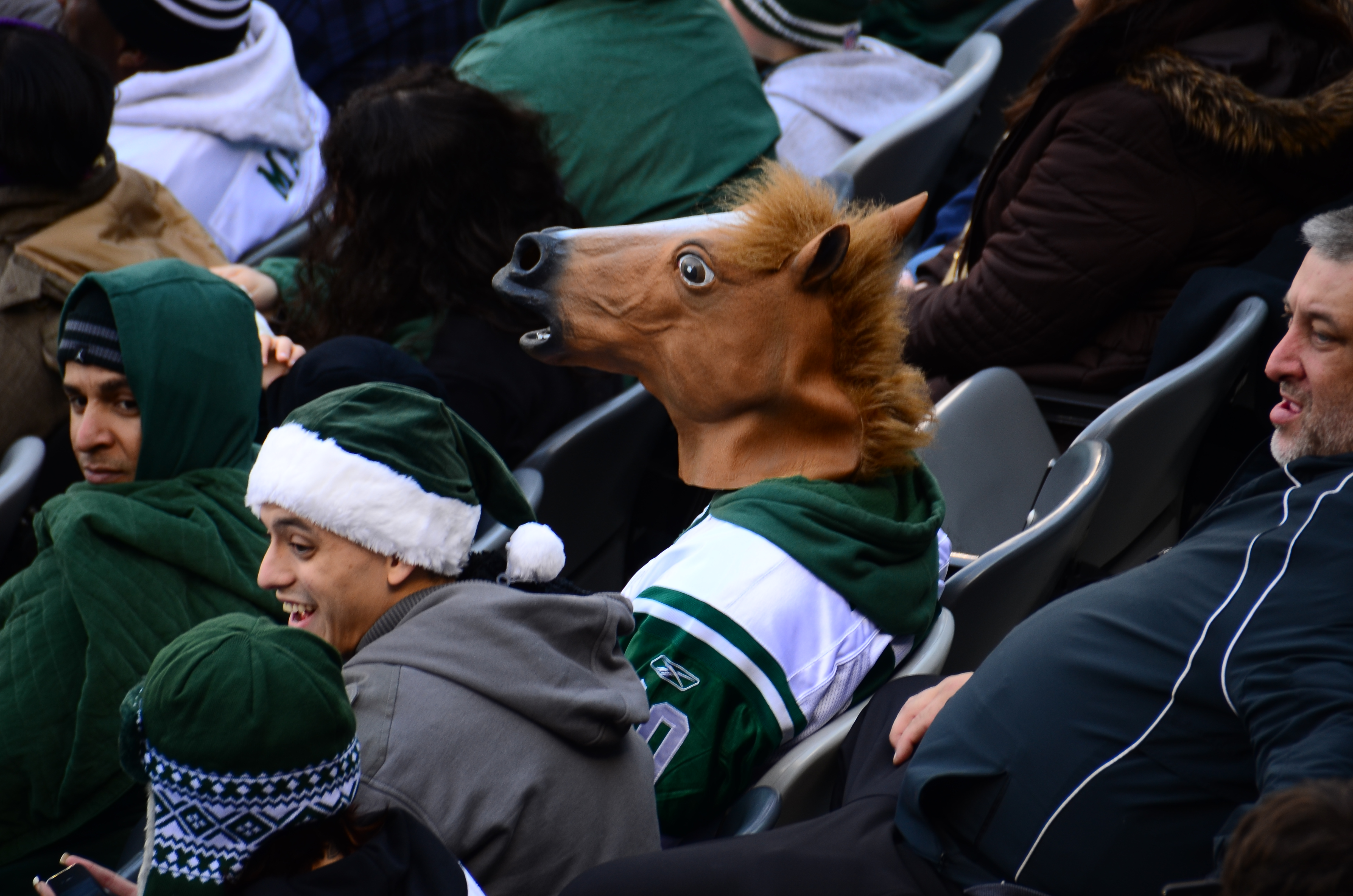
Drager van een paardenmasker

Een paardenmasker is een latex of rubberen masker dat lijkt op een paardenhoofd. Het bedekt het hele hoofd en het wordt gedragen als deel van een Halloweenkostuum, of op andere momenten om grappig, schokkend, absurd of hip te zijn, of om iemands identiteit te verbergen, of beide.
Het paardenmasker is op de markt gebracht door de Amerikaanse rariteitenwinkel Archie McPhee, die het verkocht voor Halloween, en in de jaren 2010 werd het een culturele verschijning; er verschenen mensen met paardenmaskers in het openbaar; "Horse boy" (iemand die een paardenmasker draagt) verscheen op Google Street View en maakte speculatie en discussie los en veel foto's en video's van personen met een paardenmasker verschenen op internet.